# James Ross Snowden

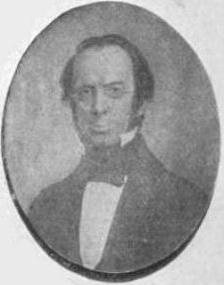
James Ross Snowden

James Ross Snowden (* 9. Dezember 1809 in Chester, Pennsylvania; † 21. März 1878 in Philadelphia) war ein US-amerikanischer Anwalt und Politiker der Demokratischen Partei.

## Leben
Snowden wurde am 9. Dezember 1809 als Sohn des presbyterianischen Geistlichen Nathaniel Randolph Snowden und seiner Frau Sarah Gustine geboren. Er erhielt einen Bachelor of Arts vom Dickinson College, wo sein Vater zuvor einen Lehrposten innegehabt hatte, 1845 einen Master of Arts vom Jefferson College und 1875 eine Ehrendoktorwürde in den Rechtswissenschaften vom Washington & Jefferson College. 1828 begann er eine Anwaltskarriere, die er bis zu seinem Tod fortführen würde.
Von 1838 bis 1844 war der Demokrat Mitglied des Repräsentantenhauses von Pennsylvania, darunter 1842 und 1844 als Speaker. Während seiner Amtszeit wurde er Colonel eines Freiwilligenregiments. Darauf war er von 1845 bis 1846 unter Gouverneur Francis Rawn Shunk als Nachfolger Job Manns der State Treasurer Pennsylvanias. Nachdem er schon 1847 bis 1850 in der United States Mint gearbeitet hatte, wurde er 1853 vom Präsidenten Franklin Pierce als Nachfolger des plötzlich verstorbenen Thomas M. Pettit zum Director of the United States Mint ernannt und führte dieses Amt bis 1861 aus. Die Wissenschaft der Numismatik faszinierte ihn jedoch so sehr, dass er auch nach seiner Amtszeit einige Bücher zu dieser Thematik verfasste. Darauf war er 1861 Prothonotary am Obersten Gerichtshof von Pennsylvania. Während des Sezessionskrieges war er erneut Colonel eines Reservistenregiments. Er verstarb am 21. März 1878.
Am 13. September 1848 heiratete er Susan Engle Patterson, die Tochter Robert Pattersons, mit der er fünf Kinder hatte. Er ist der Onkel des US-amerikanischen Diplomaten A. Loudon Snowden.